# René Hormazábal
René Hormazábal Silva, también conocido como Víctor René Hormazábal, es un exfutbolista profesional chileno que se desempeñaba como mediocampista. Fue formado en Universidad Católica, donde festejó el título de 1966.
Es el hermano menor del también futbolista Enrique Hormazábal.

## Trayectoria
En Universidad Católica, Hormazábal compartió con jugadores como Alberto Fouillioux, Néstor Isella, Eleodoro Barrientos, Hugo Cicamois, Fernando Ibáñez, Alberto Jeria, Osvaldo Pesce, Esteban Varas, Mario Aguilar, Juan Barrales, Armando Tobar y Julio Gallardo.
En la temporada 1966, en la cual se consagró campeón junto a su equipo, estuvo presente en 3 encuentros. En la temporada siguiente, tuvo una participación mayor y jugó en 14 ocasiones. Sin embargo, en 1968 únicamente entró en acción 2 veces.
En el equipo de reservas, el volante fue parte del tetracampeonato obtenido en la categoría entre las temporadas 1964 y 1967.
En Copa Libertadores 1967 destacó su actuación en el empate 0:0 con Nacional en Montevideo. En ese encuentro, Hormazábal marcó en forma eficiente a José Urruzmendi.

## Palmarés

### Torneos nacionales de reservas
| Título             | Equipo               | País  | Año  |
| ------------------ | -------------------- | ----- | ---- |
| Torneo de Reservas | Universidad Católica | Chile | 1964 |
| Torneo de Reservas | Universidad Católica | Chile | 1965 |
| Torneo de Reservas | Universidad Católica | Chile | 1966 |
| Torneo de Reservas | Universidad Católica | Chile | 1967 |

### Torneos nacionales
| Título           | Club                 | País  | Año  |
| ---------------- | -------------------- | ----- | ---- |
| Primera División | Universidad Católica | Chile | 1966 |